# West-Friese Oorlogen
De West-Friese Oorlogen waren een reeks gewelddadige conflicten die plaatsvonden in West-Friesland van 1132 tot 1297 tussen het graafschap Holland (voortgekomen uit West-Frisia) en de West-Friezen (waaronder de Drechterfriezen). 

## Achtergrond
In 985 gaf koning Otto III, op verzoek van zijn moeder Theophanu een aantal gebieden in eigendom (proprium) aan graaf Dirk II die hij eerder in leen (beneficium) had gekregen. Dit was het gebied tussen de rivieren Liora (Lier) en Hisla (Hollandse IJssel) - Masaland -, villa Sunnimeri, het gebied tussen de rivieren Medemelaka en Chinnelosara gemerchi - Kinheim - en Texla. Het gezag van de koning was in de ijzeren eeuw zeer beperkt, zodat deze weinig tot geen macht kon uitoefenen in zijn buitengebieden. In West-Friesland gold dit in mindere mate ook voor de graaf zelf, die slechts in zijn kerngebied werkelijk macht kon uitoefenen.
In 993 kwam graaf Arnulf van Gent om het leven bij een poging zijn opstandige onderdanen tot gehoorzaamheid te dwingen. Dit gevecht vond plaats bij Winkel en wordt gezien als een eerste teken van het opkomen van een vrijheidsstreven bij de Friezen. In die tijd was er nog geen sprake van een scheiding tussen West-Friesland en de overige delen van Holland. Volgens Thietmar van Merseburg kwam het in 1005 tot een verzoening met de opstandelingen door toedoen van koning Hendrik II, naar aanleiding van een verzoek hiertoe van zijn schoonzus Lutgardis van Luxemburg, de weduwe van Arnulf. Van verwijdering was pas sprake toen in de tweede helft van de elfde eeuw de grafelijke macht  wegviel. In het jaar 1076 overleed bisschop Willem I van Utrecht en wist graaf Dirk V van Holland zijn gezag weer grotendeels te herstellen.
Het wegvallen van het grafelijke gezag tussen 1049 en 1076 heeft waarschijnlijk bijgedragen aan het versterkte gevoel door de Friese Vrijheid niet gebonden te zijn aan het betalen van belasting en het leveren van manschappen voor heervaart buiten het eigen gebied. Het onderscheid blijkt in 1101 uit de eerste vermelding van Floris II van Holland als comes de Hollant, graaf van Holland, waar zijn voorgangers nog als Friese graaf werden aangeduid. Occidentalis Fresia is de naam van het dan blijkbaar afzonderlijke West-Friesland.

## Verloop

### Floris de Zwarte
De Annales Egmundenses noemen de West-Friezen infidelitas et iniuria - ontrouw en beledigend - tegenover de graaf, al is niet duidelijk waar dit uit zou moeten hebben bestaan. Graaf Dirk VI van Holland greep dit echter aan om in de winter van 1132 het bevroren West-Friesland binnen te vallen vanuit Alkmaar, waarbij een aantal dorpen werd gebrandschat. De West-Friezen boden daarna de tegen zijn oudere in opstand gekomen broer Floris de Zwarte de heerschappij over geheel West-Friesland aan, in een poging tegemoet te komen aan de erkenning van het Hollandse Huis en tegelijkertijd de onafhankelijkheid te bewaren. In 1133 trok Floris met de West-Friezen op tegen Alkmaar, waarna hij de Kennemers wist te bewegen in opstand te komen tegen de graaf. Een aantal kastelen werd verwoest en Haarlem kwam zelfs in het nauw, tot de West-Friezen, die geen lange bezetting voor ogen hadden, huiswaarts keerden. Keizer Lotharius III wist zijn neven te verzoenen, waarna de rust weerkeerde.

### Schermutselingen
In 1155 trokken de Drechterfriezen plunderend door Kennemerland, tot ze bij het dorpje Saenden werden verslagen door troepen uit Haarlem. De Drechterfriezen sloten in 1161 vrede met Floris III van Holland, zonder dat de overige West-Friezen zich daar bij aansloten.
Mogelijk als gevolg van landverlies door de Sint-Thomasvloed van 1163 en een Hollandse plundertocht richting Schagen in 1166 vielen de West-Friezen dat jaar Alkmaar aan dat werd gebrandschat. Daarop trok graaf Floris in 1168 weer richting Schagen dat door een klein deel van zijn troepenmacht geplunderd werd. Op de terugweg vielen zij in een hinderlaag waarbij de meesten omkwamen zonder dat de hoofdmacht van Floris ingreep. In 1169 lokte een voorgenomen West-Friese aanval op Alkmaar een Hollandse tegenaanval uit, waarbij zij werden teruggedreven door onder andere Vlaamse huurlingen met kruisbogen.
In 1180 kwam het tot gevechten bij Winkel en Niedorp, die daarbij verwoest werden. Twee jaar later werd een West-Friese tegenaanval op Akersloot afgeslagen. In 1184 wist Floris Texel en Wieringen te onderwerpen.

### Willem I
Dirk VII van Holland volgde zijn vader op nadat deze in 1190 was overleden terwijl hij deelnam aan de Derde Kruistocht. Nadat zijn jongere broer Willem I van Holland, die zijn vader had begeleid tijdens de derde kruistocht in september 1191 was teruggekeerd, ontstond er al vrij vlug onenigheid tussen de nieuwe graaf en zijn broer. Willem zocht daarom steun bij de Drechterfriezen.
Omdat Dirk op dat moment niet weg kon uit het graafschap Zeeland door zijn strijd tegen de Vlamingen onder Boudewijn I, stuurde hij zijn vrouw Aleid van Kleef met een leger naar West-Friesland. In november 1195 kwam het tot een treffen tussen Aleid en haar zwager Willem. Aleid wist het treffen naar haar hand te zetten door de oudsten van Niedorperambacht om te kopen.
Uiteindelijk werd de ruzie tussen beide broers bijgelegd, en werd Willem heer van Friesland. Toen graaf Dirk VII in 1203 stierf, was van zijn drie kinderen alleen zijn dochter Ada van Holland nog in leven. Willem betwistte het recht van opvolging van Ada, die onmiddellijk na de dood van haar vader in het huwelijk was getreden met Lodewijk II van Loon. Het gevolg was de Loonse Oorlog, waarbij vanaf 1205 Willem het graafschap vanuit Zeeland wist te heroveren. In 1206 werd de vrede getekend en formeel werd het graafschap tussen Willem en Lodewijk van Loon opgedeeld. Het lijkt er echter op dat Willem gewoon door regeerde in Holland tot zijn dood in 1222.
Willem I en zijn opvolger Floris IV bemoeiden zich meer met interne aangelegenheden, zodat een rustige periode aanbrak waarin de West-Friezen Willem I zelfs vergezelden tijdens zijn deelname aan de Vijfde Kruistocht. In 1248 hielpen zij Willem II tijdens zijn Beleg van Aken nadat deze in 1247 tot rooms-koning was gekozen.

### Willem II
Willem II begon met de bouw van een keten van burchten in Kennemerland. Aanvankelijk werd hij in beslag genomen door de strijd met de Vlamingen over Graafschap Zeeland, maar nadat hij in 1253 de Slag bij Westkapelle had gewonnen, kon hij zich meer op West-Friesland richten. Het jaar daarop zouden de West-Friezen in opstand zijn gekomen terwijl Willem II zich in Duitsland bevond. Hij keerde terug naar West-Friesland en begon met de aanleg van aanvalswegen, waarna hij in 1255 poogde de West-Friezen te onderwerpen. Door de drassigheid van het terrein moest hij deze poging na de verovering van negen parochiën staken. Eind januari 1256 keerde hij terug met een groot leger om met gebruikmaking van het ijs het gebied in te vallen en de West-Friezen te omsingelen. Hij trok voor zijn troepen uit, maar zijn paard zakte door het ijs, waarna de West-Friezen de voor hen onbekende ruiter doodden. Toen hen bekend werd dat zij de rooms-koning gedood hadden, begroeven zij deze achter een woning in Hoogwoud. Zijn dood zorgde tot in het buitenland voor grote beroering.

### Floris V
Zijn zoon Floris V was slechts een jaar oud toen zijn vader overleed. Hij werd in 1266 op twaalfjarige leeftijd meerderjarig verklaard. Mogelijk deels gedreven door wraak liet hij in 1272 zijn mannen beginnen met de aanleg van wegen en dijken om het gebied toegankelijk te maken. De West-Friezen overrompelden deze mannen echter, waarna troepen uit Alkmaar tegen de West-Friezen optrokken. De West-Friezen hadden in het volgende gevecht de overhand en de Hollanders sloegen op de vlucht. Bij Heiloo kwam het nogmaals tot gevechten, waarbij de West-Friezen tot staan werden gebracht. De verliezen waren echter dusdanig hoog dat er diverse opstanden uitbraken. Het kwam zelfs tot een opstand van de Kennemers tegen de toenemende belastingdruk en inbreuk op het gewoonterecht. De West-Friezen en de Waterlanders sloten zich hierbij aan. Met de hulp van Jan Persijn wist hij deze opstanden in 1274 te onderdrukken. De jaren daarna waren er diverse schermutselingen met de West-Friezen, maar in 1281 wist hij Waterland - dat zich aanvankelijk aan de zijde van de West-Friezen had gevoegd - te verkrijgen. Verder zette hij de bouw van burchten voort.
In 1282 landden zijn troepen bij Nuwewic en trokken naar Wijdenes. De grootste slag vond plaats bij Schellinkhout. Hier wist hij de West-Friezen te overwinnen en bij Hoogwoud vond hij zijn vaders graf, waarna hij diens lichaam over liet brengen naar Middelburg.
Floris V liet toen dwangburchten bouwen en wegen en dijken aanleggen om de bevolking te onderwerpen. De Sint-Luciavloed in december 1287 en de Sint-Aagthenvloed van februari 1288 richtten grote schade aan in West-Friesland en Waterland. Dirk II van Brederode onderwierp de West-Friezen huis voor huis per schip. Op 21 maart 1289 sloot Floris V gematigde verdragen met de West-Friezen, waarin bepaald werd dat hij het recht had om burchten en wegen aan te leggen naar zijn goeddunken. Hoewel zijn gezag in West-Friesland nog niet bijzonder stevig was, besloot Floris V zich in 1291 graaf van Holland en Zeeland en heer van Friesland te noemen. Het opnemen van de naam Friesland was voor de graaf ook een uiting van zijn claim op Friesland ten oosten van het Vlie.
In 1296 leek de situatie veranderd, want de West-Friezen poogden toen zonder succes Floris V te bevrijden uit het Muiderslot, waar hij gevangen werd gehouden door Gijsbrecht van Amstel, Herman van Woerden en Gerard van Velsen. Hierbij zal een belangrijke rol gespeeld hebben dat der keerlen god de infrastructuur sterk wist te verbeteren. Na zijn dood namen de West-Friezen met de Kennemers en de Waterlanders deel aan de belegering van kasteel Kronenburg bij Loenen, waarnaar de moordenaars van Floris gevlucht waren. Een verwarde periode volgde waarin verschillende potentiële opvolgers zich aandienden. De vrije boeren en burgers verdachten veel edelen echter van samenheulen met de moordenaars van Floris, zodat dezen zich gedeisd hielden tot de jonge Jan I van Holland in 1297 overkwam uit Engeland. Deze kwam aanvankelijk onder invloed van Jan III van Renesse te staan.
Bisschop Willem van Utrecht maakte van de gelegenheid gebruik door het Muiderslot te bezetten, waarna hij de West-Friezen tot een opstand wist te bewegen. Dezen verwoestten de kastelen Nuwendoorn en Wijdenes en belegerden kasteel Radboud bij Medemblik. Het kasteel werd afgesneden van bevoorrading om zo de bewoners van de burcht uit te hongeren. Jan II van Avesnes, de naaste mannelijke erfgenaam van Jan I, moest eerst de opstand in Zeeland onderdrukken, maar wist in januari 1297 Medemblik te ontzetten. Hij besloot via het water langs Enkhuizen naar Medemblik te trekken om het kasteel aldaar te bevoorraden. Enkhuizen werd voor een groot gedeelte in brand gestoken om de aanval van de West-Friezen via die hoek te voorkomen. Het lukte Jan om het kasteel te bevoorraden, maar bij de terugkeer was het water zo bevroren geraakt dat de schepen niet terug konden varen, zodat men besloot via het land terug te keren. Dat bleek echter niet echt een goede keus; het leger viel uit elkaar en veel kleine groepjes liepen in hinderlagen van de West-Friezen. Slechts enkelen overleefden de tocht.

### Slag bij Vronen
Hierna nam Jan van Renesse het heft in handen en stelde zijn troepen op bij de Torenburg, de Middelburg en de Nijenburg. Op 27 maart 1297 vond de veldslag bij Vronen plaats. De West-Friezen vielen aan en trokken op naar Alkmaar, waarop de Hollanders zich terugtrokken naar de Middelburg. Hierna werd de tegenaanval ingezet, waarbij ook troepen werden aangevoerd via het Vronermeer. De West-Friezen weken af van hun oude tactiek, die al honderden jaren gebruikt werd, van verrassingsaanvallen en op meerdere fronten verdedigen van gebieden die ongunstig waren voor de tegenstanders om op te vechten. Nu had men besloten tot een geregelde oorlog en zette alle troepen in nabij Vronen, waar zij werden verslagen.
Willem van Utrecht probeerde daarna nog te landen bij Monnickendam, maar werd door de Waterlanders en Kennemers teruggedreven. Op 7 november 1297 gaven de West-Friezen zich op de Torenburg uiteindelijk over.